# Aït Ishaq (ville)
Pour les articles homonymes, voir Aït Ishaq.
Aït Ishaq est le centre urbain de la commune rurale aussi dénommée Aït Ishaq (province de Khénifra ; région Béni Mellal-Khénifra), au Maroc. Cette localité de 12 179 habitants en 2014 constitue une « ville marocaine » en tant qu'unité purement statistique dans le cadre du recensement.